# Solnice
Solnice är en stad i Tjeckien. Den ligger i den nordöstra delen av landet, 130 km öster om huvudstaden Prag. Solnice ligger 333 meter över havet och antalet invånare är 2 099.
Terrängen runt Solnice är platt åt sydväst, men åt nordost är den kuperad.Runt Solnice är det ganska tätbefolkat, med 166 invånare per kvadratkilometer. Närmaste större samhälle är Rychnov nad Kněžnou, 5,2 km sydost om Solnice. Trakten runt Solnice består till största delen av jordbruksmark.